# L'As des as
Pour plus de détails, voir Fiche technique et Distribution.
L’As des as est une comédie franco-allemande coécrite et réalisée par Gérard Oury, sortie en 1982.

## Synopsis
En 1916, durant la Première Guerre mondiale, deux pilotes, le Français Jo Cavalier et l’Allemand Günther von Beckmann, s’affrontent en combat aérien. Après s’être posés en catastrophe, les deux hommes se battent, mais se sauvent mutuellement la vie. Vingt ans plus tard, en 1936, Jo est devenu l’entraîneur de l’équipe française de boxe, équipe qui doit se rendre à Berlin pour participer aux Jeux olympiques, dans une Allemagne vivant sous le régime nazi d’Adolf Hitler.
Après un combat de boxe gagné par le boxeur poulain de Cavalier, l’équipe se retrouve dans le restaurant L’as des as, appartenant à Jo, où débute un débat sur la question d'aller ou non aux Jeux olympiques. Jo répond qu’il y va un peu à contre-cœur (l'idée de défiler devant Hitler le bras tendu le dégoûtant). Cependant, Gabrielle Belcourt, une journaliste que Jo a malencontreusement bousculée et qu’il a provoquée, le piège en écrivant un article, paru le lendemain, sur cette déclaration. Cette dernière part également pour Berlin afin d’interviewer le Führer. Jo et la journaliste se retrouvent dans le train pour la capitale, où il tente de lui faire une cour assidue, sans savoir que c’est elle qui a écrit l’article.
Dans le train, Cavalier rencontre un enfant juif de dix ans, Simon Rosenblum, qui lui demande un autographe. Alors qu’il se fait mener par le bout du nez par Gabrielle, il décide de ramener le gamin chez ses grands-parents, gérants d’une librairie, qui devaient initialement venir le chercher à la descente du train. Mais des membres de la Gestapo se trouvent à la librairie qu'ils saccagent. Il décide de les affronter au cours d’une bagarre et parvient à leur échapper en se faisant passer pour le porteur du flambeau olympique. De retour à l’hôtel, il retrouve Simon revenu avec toute sa famille, poursuivie par les autorités nazies. Il décide de les prendre sous sa protection et les fait dormir dans les chambres d’hôtel de la délégation française. Alors qu’il se rend dans la chambre de Gabrielle, il apprend qu'il s'agit de la journaliste répondant aux initiales G.B. dont était signé l’article.
Le lendemain, son ami Günther von Beckmann, général de la Luftwaffe mais farouche anti-nazi, lui prête sa voiture pour permettre aux Rosenblum de quitter Berlin et se réfugier en Autriche. Mais toute la famille est arrêtée dans un restaurant, sauf Simon. Mis au courant, Cavalier part à son secours avec l'avion de Günther. Après avoir rejoint Simon en parachute, ils tentent de semer les Allemands à leurs trousses, mais les routes étant barrées, ils se font arrêter et sont conduits au commissariat de Munich.
Sur place, ils retrouvent les autres membres de la famille Rosenblum. De leur côté, Gabrielle et Günther von Beckmann apprennent, à leur arrivée à Munich, l'arrestation de Jo. Bien que l'officier se soit porté garant de Jo, ce dernier s’échappe, emmenant avec lui la famille Rosenblum et Günther en direction de l'Autriche. Ils se séparent de ce dernier, près de la frontière autrichienne. Mais, à la suite d'un incident avec le poteau indicateur, ceux-ci prennent la route pour Berchtesgaden, plus exactement vers le Berghof d'Hitler, où se trouvent également l’officier et la journaliste.
S’étant rendu compte qu’ils se trouvent dans la résidence du dictateur, Jo use de stratagèmes pour fuir, comme se déguiser en officier nazi et faire partir son ami avec la sœur d'Hitler, Angela (qui déteste Eva Braun, invitée par son frère, et menaçant celui-ci de partir), avec un faux mot doux, afin qu’il puisse quitter le Berghof avec les Rosenblum et Gabrielle en utilisant la voiture du Führer.
Ils se retrouvent néanmoins poursuivis par Hitler, accompagné de soldats, qui croit d'abord poursuivre la voiture de sa sœur. Le dictateur reconnaît le grand-père Rosenblum, qui avait été son supérieur durant la Première Guerre mondiale et élément déclencheur de son antisémitisme. Cavalier parvient à faire sortir de la route la voiture d’Hitler, projetant ce dernier dans une mare aux canards. Les fugitifs parviennent à rejoindre l’Autriche, ayant sauvé toute la famille de la persécution.

## Fiche technique
Sauf indication contraire, les informations mentionnées dans cette section peuvent être confirmées par la base de données cinématographiques Unifrance,  présente dans la section « Liens externes ».
- Titre original : L’As des as
- Réalisation : Gérard Oury
- Scénario : Gérard Oury et Danièle Thompson
- Musique : Vladimir Cosma
- Décors : Rolf Zehetbauer
- Costumes : Jacques Fonteray
- Photographie : Xaver Schwarzenberger
- Son : Alain Sempé
- Montage : Albert Jurgenson
- Production : Alain Poiré
- Bagarres réglées par Claude Carliez et son équipe
- Coproduction : Horst Wendlandt
- Production déléguée : Thomas Schühly
- Sociétés de production : Gaumont, Soprofilms et Cerito Films (France) ; Rialto Films (Allemagne)
- Société de distribution : Gaumont
- Studios : Paris-Studios-Cinéma (Studios de Billancourt)
- Pays d'origine :  France /  Allemagne de l'Ouest
- Format : couleur (Eastmancolor) - 1.66:1, 35 mm - Son Mono
- Genre : comédie, action
- Budget : 40 millions de francs[1] (soit environ 14,7 millions d'euros en 2022[2])
- Durée : 96 minutes
- Dates de sortie en salles :
  - France : 27 octobre 1982
  - Allemagne de l'Ouest : 9 décembre 1982
- Affiche : Illustration Jean Mascii (France)

## Distribution
- Jean-Paul Belmondo : Georges « Jo » Cavalier
- Marie-France Pisier : Gabrielle Belcourt
- Rachid Ferrache : Simon Rosenblum
- Frank Hoffmann : Günther von Beckmann
- Günter Meisner : Adolf Hitler / Angela Hitler
- Benno Sterzenbach : un commissaire de la Gestapo
- Florent Pagny : un boxeur
- Stéphane Ferrara : Raymond, un boxeur
- Yves Pignot : Lucien
- Jean-Roger Milo : Émile
- Maurice Auzel : l'entraîneur de boxe
- Michael Gahr (de) : Brückner, l'adjudant d'Hitler
- Martin Umbach (de) : Lazare Rosenblum
- Sonja Tuchmann : Sarah Rosenblum
- Hans Wyprächtiger (de) : Oberleutnant Rosenblum
- Dominique Nato : un boxeur

## Production

### Développement
En 1980, Gérard Oury soumet à Jean-Paul Belmondo l'idée d'une comédie autour de la boxe au temps du nazisme. L'histoire n'est pas encore écrite, mais l'idée plaît à l'acteur, qui donne son accord. Quelques mois plus tard, Jean-Paul Belmondo est emballé par le scénario coécrit par Gérard Oury et sa fille Danièle Thompson : « Si l'on ne déteste pas le paradoxe, on peut affirmer que l'As des as raconte une histoire vraie, à ce détail près que tout a été inventé ! » Il coproduit le film et renonce intégralement à son cachet parce qu'il a « le désir de stigmatiser sous le ton léger de la comédie, l'antisémitisme et l'intolérance ».

### Tournage
Le tournage débute au printemps 1982. Les scènes aériennes sont réalisées à l'aérodrome de La Ferté-Alais en France, avec la collaboration de Jean Salis, pilote et collectionneur d'avions anciens. Deux répliques de Royal Aircraft Factory SE5 réalisées à partir de cellule de Stampe, sont construites pour les besoins du film.
Toutefois, l'essentiel est filmé en Autriche et surtout dans le studio de la Bavaria à Munich. Le chalet utilisé pour représenter celui d'Hitler est ainsi reconstitué à l'identique. Cependant la grande baie vitrée de l'original était plus haute et on ne pouvait pas, contrairement au film, regarder à l'intérieur depuis l'extérieur, comme le fait Belmondo. Celui-ci, très impliqué depuis toujours dans le monde de la boxe, a absolument tenu à ce que la plupart des boxeurs de l'équipe olympique soient interprétés par de véritables jeunes boxeurs.
Le tournage se termine ensuite à Berlin,. La scène finale dans la mare aux canards est un clin d'œil au film de Lubitsch : To be or not to be (1942)[réf. nécessaire].
La scène de l'arrivée du train en gare de Berlin est extraite du film Julia de Fred Zinnemann (1977). Des scènes du film documentaire nazi Les Dieux du stade, tourné par Leni Riefenstahl lors des Jeux olympiques de Berlin en 1936, sont réutilisées, avec l'accord de la réalisatrice de réutiliser le 100 mètres de Jesse Owens,.
Dans une interview de 2000 pour les bonus du DVD du film, Gérard Oury confie, entre autres, que les figurants jouant la garde rapprochée SS au Berchtesgaden étaient américains, car les Allemands prévus au départ ont refusé de se couper les cheveux pour le film.

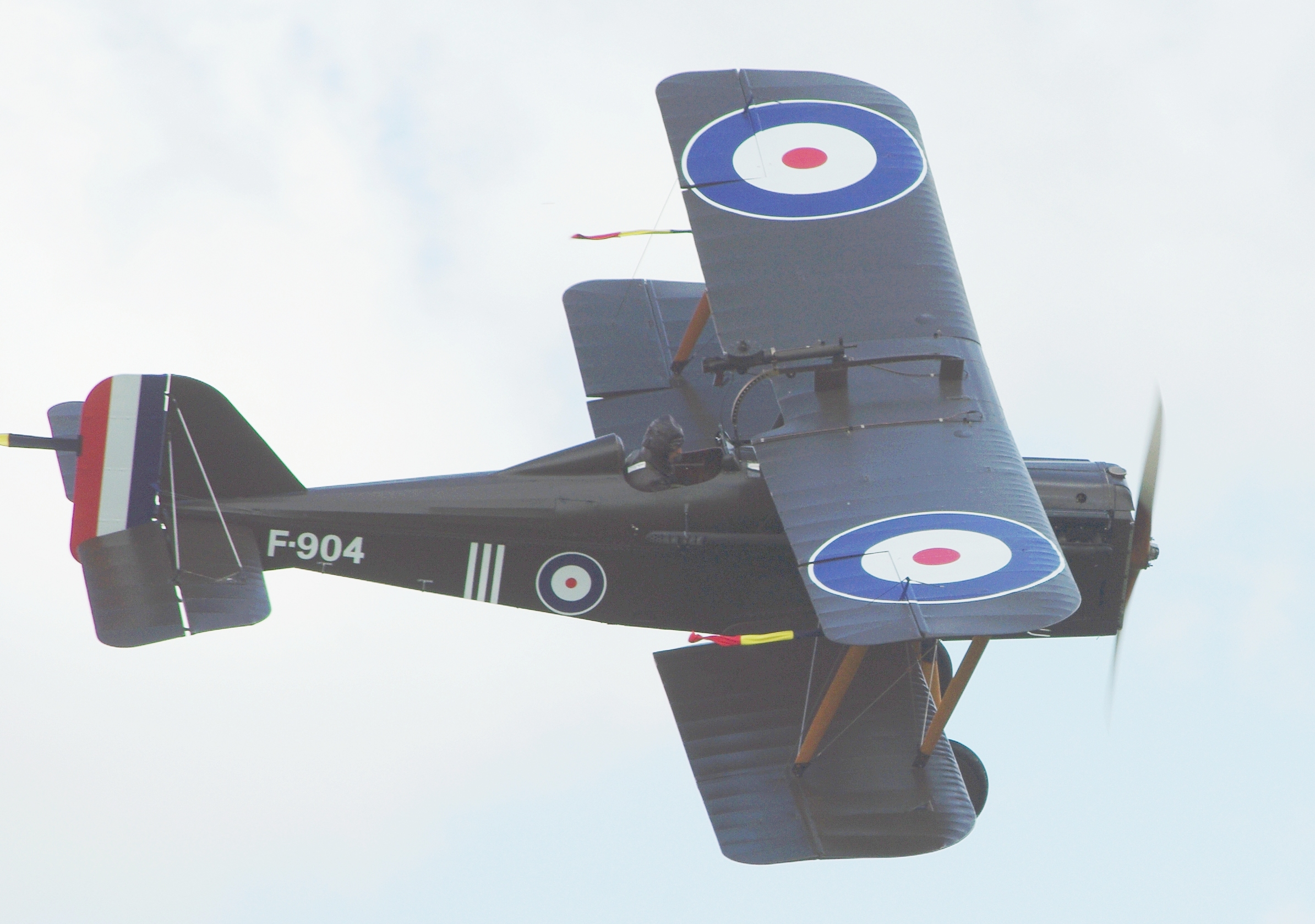
RAF SE.5 de Jo Cavalier
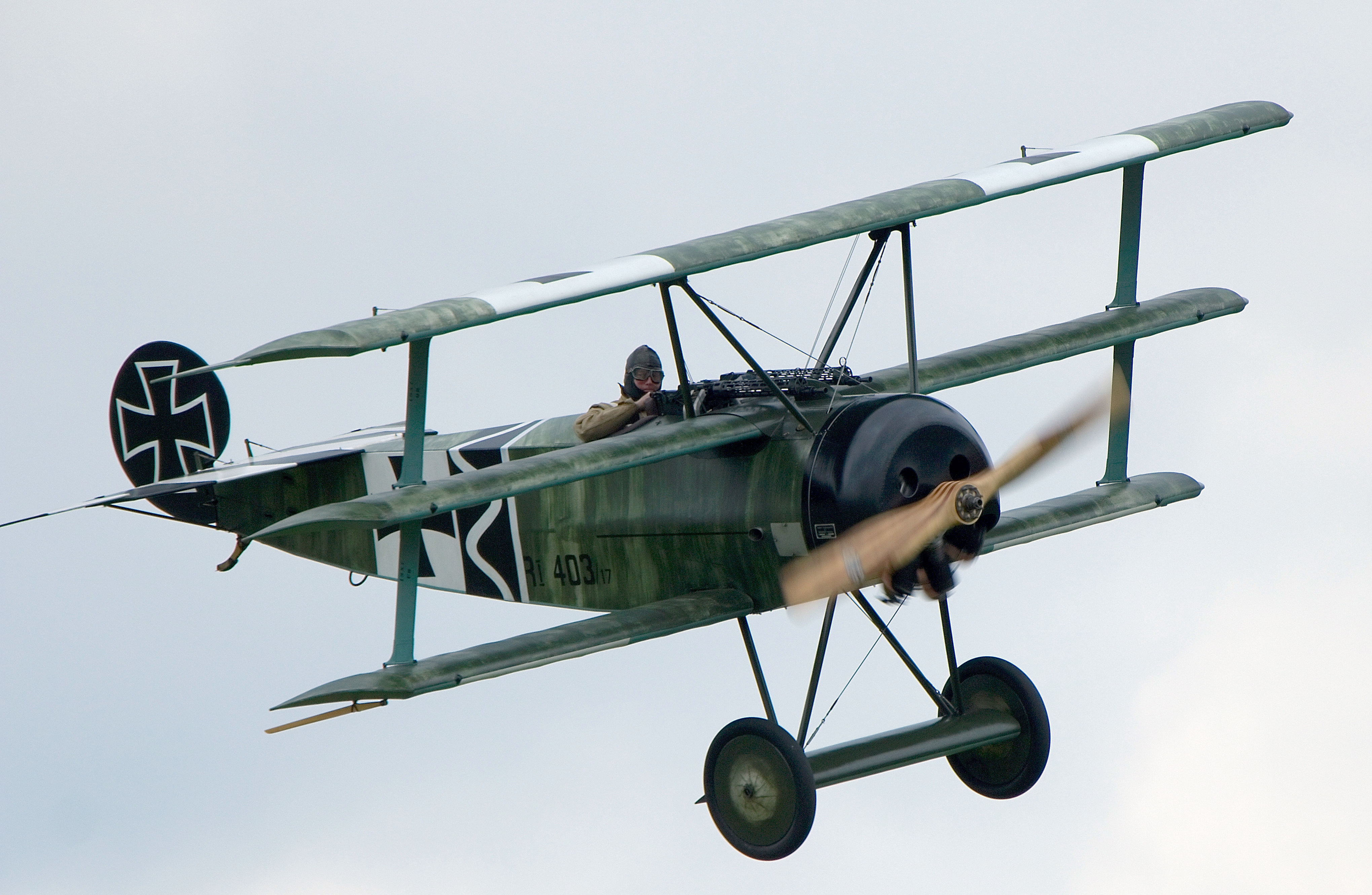
Fokker Dr.I de Günther von Beckmann

## Accueil

### Sorties
Le film sort le 27 octobre 1982 en France et le 14 janvier 1983 en Allemagne de l'Ouest. C'est un succès.

### Critiques
L’accueil critique est moins enthousiaste que celui du public, Belmondo n’ayant pas souhaité montrer le film aux journalistes avant sa sortie en salles. Il recueille néanmoins d'excellentes critiques de la part de François Chalais dans le Figaro Magazine et de Marc Esposito dans Première. Le film suscite une forme de polémique du fait de sa sortie quasi simultanée avec Une chambre en ville, de Jacques Demy. Ce dernier long-métrage, auquel la critique française avait fait un triomphe unanime, s’avère un échec commercial, alors que le film de Gérard Oury remporte un grand succès. Dans le Télérama du 10 novembre 1982, vingt-trois critiques de cinéma signent un texte comparant les résultats des deux films et déplorant que le « public potentiel » du film de Demy soit détourné par « l’écrasement informatif et publicitaire des films préconçus pour le succès ». La polémique ne touche pas le grand public, mais suscite l’agacement de Jean-Paul Belmondo, qui répond par un texte intitulé Lettre ouverte aux coupeurs de têtes : 

« Gérard Oury doit rougir de honte d’avoir « préconçu son film pour le succès ». Jacques Demy a-t-il préconçu le sien pour l’échec ? Lorsqu’en 1974 j’ai produit Stavisky d’Alain Resnais et que le film n’a fait que 375 000 entrées, je n’ai pas pleurniché en accusant James Bond de m’avoir volé mes spectateurs. […] Oublions donc cette agitation stérile et gardons seulement en mémoire cette phrase de Bernanos : « Attention, les ratés ne vous rateront pas ! »

— Jean-Paul Belmondo
Jacques Demy est le premier surpris de cette polémique et ne met pas l'échec de son propre film sur le compte du succès de celui de Gérard Oury,,.

### Box-office
L'As des as est un très gros succès public, atteignant les cinq millions et demi de spectateurs en France, ce qui constituera le second meilleur box office (après Le Cerveau) pour Jean-Paul Belmondo.
| Pays              | Box-office        | Durée       | Classement TLT |
| ----------------- | ----------------- | ----------- | -------------- |
| Box-office France | 5 452 593 entrées | 26 semaines | 2e de 1982     |
| Box-office Paris  | 1 223 205 entrées | 49 semaines | 2e de 1982     |
| Box-office Suisse | 364 351 entrées   | -           | -              |

Sa première semaine au box-office à Paris est un record à l'époque avec 463 028 entrées, battant l'ancien record établi trois semaines plus tôt par Deux heures moins le quart avant Jésus-Christ,.

## Diffusions télévisuelles
L'As des as est le premier film diffusé par la nouvelle chaîne payante Canal+, le 4 novembre 1984, à 11 heures du matin. Mais des problèmes techniques liés à l'incompatibilité du décodeur avec certaines télévisions et magnétoscopes contrecarrent cette diffusion. Après avoir reçu de nombreux appels d'abonnés mécontents, la chaîne décide de lever le cryptage.